# Rally Arroes-Gijón de 2011
La edición de 2011 fue la edición 7º del Rally Arroes-Gijón. Fue puntuable para el Campeonato de Asturias de Rally.

## Datos
En la 7ª edición de la prueba hubo problemas con el ayuntamiento de Cabranes, lo que produjo que el rally no transitara por este ayuntamiento. El Arroes Racing Club publicó un comunicado al respecto:

Arroes 22 Junio 2011
La 7º edición del Rallye Arroes-Gijón-Cabranes no se puede llevar a cabo al no tener a día de hoy confirmadas las subvenciones de los ayuntamientos por los que discurre la prueba.
Arroes Racing Club es una escudería joven, amateur y sin ánimo de lucro, las pruebas que organiza siempre son con la ayuda de subvenciones y patrocinadores, poniendo la gente de Arroes su trabajo, tiempo y ganas de sacar adelante un prueba automovilística, cubriendo los gastos con dichas ayudas y teniendo que recortar siempre a la hora de organizar, siendo de las más modestas organizaciones asturianas.
La escudería Arroes, muy a pesar suyo, tiene que confirmar a través de esta nota que se da de plazo hasta el próximo 1 de Julio para solucionar dicho problema, el principal motivo viene por los cambios en los mandatos de los ayuntamientos que colaboran con la prueba, y que a día de hoy dichos cargos aún no se han hecho con la responsabilidad de sus departamentos correspondientes, por lo tanto no se han podido realizar las confirmaciones de las subvenciones necesarias para poder llevar a cabo la prueba.
A día de hoy aún queda por liquidar los 4.000 euros de la subvención del 2010 de uno de los ayuntamientos colaboradores.
La prueba se encuentra preparada en todos sus aspectos y presentados los requisitos en tiempo y forma en la FAPA y en el Principado de Asturias para gestionar los permisos necesarios, pero quedaría el punto fundamental que sería cubrir el presupuesto de la misma, y el comité organizador no esta dispuesto a hipotecar su presupuesto personal.
Desde Arroes Racing Club queremos dar las gracias a todas aquellas personas y entidades que habitualmente nos vienen apoyando año a año desinteresadamente, por sacar una prueba modesta en Asturias.
Desde este comunicado queremos también confirmar la celebración del Slalom de Arroes en el mes de agosto.
 Arroes Racing Club

## Tiempos

### Scratch
| Tramo              | Tiempo  | Piloto                 | Copiloto            | Vehículo                 |
| ------------------ | ------- | ---------------------- | ------------------- | ------------------------ |
| Tc 1: Priesca      | 11:37.4 | Jesús Fernández "Tano" | Salvador Belzunces  | Subaru Impreza WRC       |
| Tc 3: Priesca      | 11:28.7 | Jesús Fernández "Tano" | Salvador Belzunces  | Subaru Impreza WRC       |
| Tc 5: Arroes       | 7:49.8  | Jesús Fernández "Tano" | Salvador Belzunces  | Subaru Impreza WRC       |
| Tc 6: Valdebárcena | 4:24    | Jesús Fernández "Tano" | Salvador Belzunces  | Subaru Impreza WRC       |
| Tc 7: Arroes       | 7:40.9  | Jesús Fernández "Tano" | Salvador Belzunces  | Subaru Impreza WRC       |
| Tc 8: Valdebárcena | 4:24.7  | Félix García           | Miguel Ángel García | Mitsubishi Lancer Evo IX |

### Clasificación final
| Posición | Tiempo Total | Número | Piloto                 | Copiloto           | Vehículo             |
| -------- | ------------ | ------ | ---------------------- | ------------------ | -------------------- |
| 1º       | 47:26        | 2      | Jesús Fernández "Tano" | Salvador Belzunces | Subaru Impreza WRC   |
| 2º       | 49:37.2      | 7      | Marcos García          | Juan Diego Ferro   | Ford Sierra Cosworth |
| 3º       | 49:43.7      | 8      | Julio César Castrillo  | Fran Álvarez       | BMW M3 E30           |